# Juno II

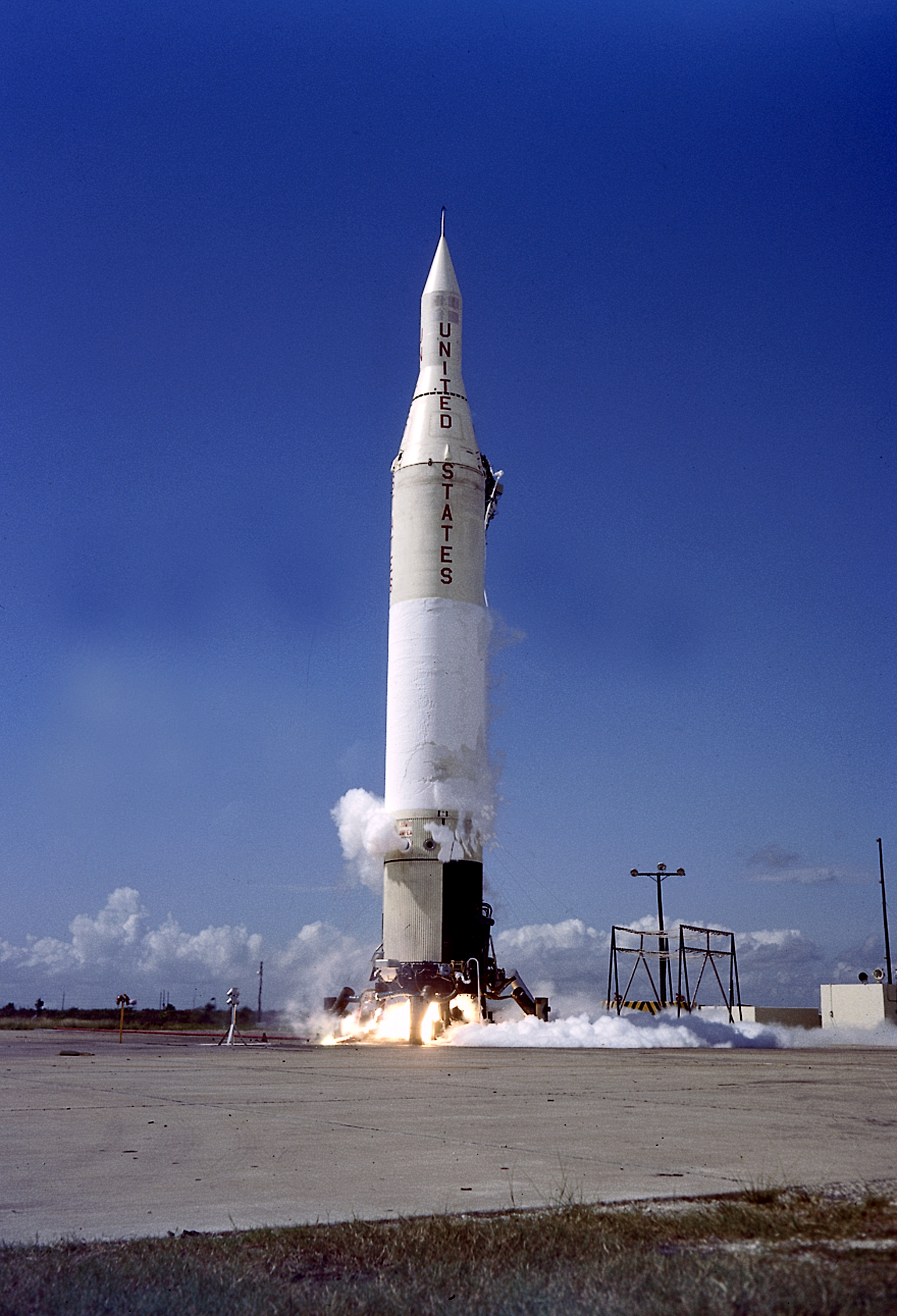
O Juno II (AM-19), responsável por colocar em órbita o satélite Explorer VII em 13 de outubro de 1959.

O Juno II, foi um foguete Norte americano, usado no final da década de 50 e no início da década de 60. Ele era derivado do míssil Jupiter, usado no primeiro estágio. Nos estágios superiores, foram usados motores do míssil MGM-29 Sergeant, sendo: 11 para o segundo
estágio, e um para o terceiro.